# Объединённая прогрессивная партия (Антигуа и Барбуда)
Объединённая прогрессивная партия (англ. United Progressive Party) — политическая партия в Антигуа и Барбуде, основанная в 1992 году.

## История
Объединённая прогрессивная партия была образована в 1992 году в результате слияния трёх партий, а именно Карибского освободительного движения Антигуа, Прогрессивного лейбористского движения и Национально-демократической партии. Каждая партия находилась в оппозиции к правительству Лейбористской партии Антигуа. Болдуин Спенсер был выбран руководителем новой партии.
Объединённая прогрессивная партия была правящей партией с 2004 по 2014 год. С 2014 года находится в Оппозиции. Возглавляет партию Гарольд Ловелл, а в парламенте представлена депутатом Джамейлом Л. Принглом, который является лидером Оппозиции в парламенте как единственный член Объединённой прогрессивной партии, получивший место на выборах 2018 года.

## Участие в выборах
| Выборы | Лидер           | Голоса | %    | Мест     | +/-   | Позиция | Правительство |
| ------ | --------------- | ------ | ---- | -------- | ----- | ------- | ------------- |
| 1994   | Болдуин Спенсер | 11 852 | 43,7 | 5 из 17  | новая | 2       | Оппозиция     |
| 1999   | Болдуин Спенсер | 14 713 | 44,5 | 4 из 17  | ▼ 1   | ▬ 2     | Оппозиция     |
| 2004   | Болдуин Спенсер | 21 892 | 55,5 | 12 из 17 | ▲ 8   | ▲ 1     | Большинство   |
| 2009   | Болдуин Спенсер | 21 239 | 50,7 | 9 из 17  | ▼ 3   | ▬ 1     | Большинство   |
| 2014   | Болдуин Спенсер | 17 994 | 42,0 | 3 из 17  | ▼ 6   | ▼ 2     | Оппозиция     |
| 2018   | Гарольд Лоувелл | 14 440 | 37,1 | 1 из 17  | ▼ 2   | ▬ 2     | Оппозиция     |